# Mila Kunis
Milena Markovna Kunis (ukr. Мілена Марківна Куніс) (Černovci, 14. kolovoza 1983.), američka filmska glumica. Najpoznatija je po ulozi Jackie Burkhart u humorističnoj seriji Lude 70-e.
Godine 2009. časopis Maxim rangirao ju je na 5. mjesto 100 najzgodnijih žena.

## Životopis
Rodila se u Černovcima, Ukrajina, odakle se s obitelji odselila u Los Angeles kada je imala sedam godina.
Ulogu u humorističnoj seriji Lude sedamdesete dobila je s četrnaest godina, jer je producentima lagala o svojoj dobi. Od 2002. do studenog 2010. bila je u vezi s glumcem Macaulayem Culkinom.

## Filmografija

### Film
- Make a Wish, Molly (1995.) ... Melinda
- Piranha (1995.) ... Susie Grogan
- Santa with Muscles (1996.) ... Sarah
- Honey, We Shrunk Ourselves (1997.) ... Jill
- Gia (1998.) ... Gia s 11 godina
- Krippendorf's Tribe (1998.) ... Abbey
- Milo (1998.) ... Martice
- Get Over It (2001.) ... Basin
- American Psyho (2002.) ... Rachel
- Tony n' Tina's Wedding (2004.) ... Tina
- Stewie Griffin: The Untold Story (2005.) ... glas Meg Griffin
- After Sex (2007.) ... Nikki
- Moving McAllister (2007.) ...Michelle
- Forgetting Sarah Marshall (2008) ... Rachel
- Max Payne (2008.) ... Mona Sax
- Extract (2009.) ... Cindy
- Knjiga iskupljenja (2010.) ... Solara
- Date Night (2010.) ... Whippit
- Crni labud (2010.) ... Lily
- Veza bez obaveza (2011.) ... Jamie
- The Muppets (2011.) ... cameo uloga
- Ted (2012.)
- Carstvo velikog Oza (2013.)
- Jupiter Ascending (2015.)
- Zločeste mame (2016.)
- Božić kod zločestih mama (2017.)

### Televizija
- Spasilačka služba (1994. – 1995.) ... Anne Bonnie
- Lude sedamdesete (1997. – 2006.) ... Jackie Burkhart
- Family Guy (1999. – 2008.) ... Meg Griffin (glas)

## Privatni život
Godine 2015. udala se za glumca Ashtona Kutchera. Par je u vezi od 2012. i imaju jednu kćer, Whyatt, rođenu 2014. godine i sina Dimitrija, rođenog 2016. godine.

## Vanjske poveznice
- Mila Kunis u internetskoj bazi filmova IMDb-u (engl.)